# Paul DiMaggio
Paul DiMaggio (* 10. ledna 1951, Filadelfie, Pensylvánie) je americký profesor sociologie působící od roku 2015 na Newyorské univerzitě. Předtím pracoval na Princetonské univerzitě. Hlavním polem jeho akademické činnosti je sociologie ekonomických trhů, sociologie kultury či sociální dopady informačních technologií. Věnuje se též rozšíření internetu ve společnosti a s tím spjatému pojmu digitální nerovnosti.

## Vybrané publikace
- The Twenty-First Century Firm: Changing Economic Organization in International Perspective (2001) ISBN 0-691-11631-8
- Race, Ethnicity, and Participation in the Arts with Francie Ostrower (1992) ISBN 0-929765-03-6
- The New Institutionalism in Organizational Analysis (1991) ISBN 0-226-67709-5
- Managers of the Arts (1988) ISBN 0-932020-50-X
- Nonprofit Enterprise in the Arts: Studies in Mission and Constraint (1987) ISBN 0-19-504063-5